# Progressistes per les Illes Balears
Coalició preelectoral creada per PSM-Entesa, Esquerra Unida de les Illes Balears, Els Verds de Mallorca i Esquerra Republicana de les Illes Balears per presentar-se a les eleccions espanyoles de l'any 2004. La coalició obtingué un total de 40.289 vots: 33.250 a Mallorca, 4.586 a Menorca i 2.139 a les Pitiüses, quedant a les portes d'obtenir un escó al Congrés dels Diputats.

## Llista
La llista electoral per al Congrés dels Diputats estigué formada per les següents persones:
1. Fernanda María Ramón Tous (PSM-Entesa Nacionalista)
2. Manuel Cámara Fernández (Esquerra Unida de les Illes Balears)
3. María Elena Durán Ortiz de Zárate.
4. Joan Lluís Torres Faner (Partit Socialista de Menorca-PSM-Entesa Nacionalista)
5. María de los Ángeles Suárez Ferreiro (Eivissa)
6. Mateu Llabrés Salom (EU-Els Verds Menorca)
7. María Mayans Ferrer (Formentera)
8. Joan Lladó Binimelis (Esquerra Republicana de les Illes Balears)

Suplents
1. Francesc Lluís Coll Cardona (Els Verds de Menorca)
2. Maurici Cuesta Labernia (ENE-PSM-Entesa Nacionalista)
3. Roberto de Andrés Pons (Eivissa)
4. Joan Carles Vendrell Xirivella
5. Margarita Ferriol Guillermo.
6. María dels Dolors Fortesa-Rei Borrelleres (PSM-Entesa)
7. Josefina Santiago Rodríguez (Esquerra Unida de les Illes Balears)
8. Helena Inglada Grau.
9. Joan Miró Cordón.
10. María Sintes Campos.

### Senat
Mallorca
1. Cecili Buele i Ramis (Esquerra Republicana de les Illes Balears)

Suplent: Caterina Canyelles Marquès.
1. Miquel Àngel Llauger i Rosselló (Els Verds de Mallorca)

Suplent: Isabel Eugènia Nora del Castillo.
Menorca
PSM-Entesa
1. Joan Manel Martí i Llufriu.

Suplent: Anna Betlem Pons Sans
Esquerra de Menorca
1. Miguel Pons Velasco.

Suplent: Isabel Agustina Pérez-Chuecos Vallés
Eivissa i Formentera
Progressistes per Eivissa i Formentera
1. Catalina Torres Roig.

Suplent: Esperança Marí Mayans (Esquerra Republicana de les Illes Balears)